# 哈夏 (亞利桑那州)
哈夏（英語：Harshaw）是位於美國亞利桑那州聖克魯斯縣的一個非建制地區。該地的面積和人口皆未知。

## 地理
哈夏的座標為31°28′02″N 110°45′25″W / 31.46722°N 110.75694°W，而該地的平均海拔高度為1485米（即4872英尺）。